# Aleksa Jelić
Aleksa Jelić (Beograd, 19. novembar 1976) srpski je pop pevač i umetnik iz Beograda.

## Biografija
Muzikom i umetnošću se počeo baviti od svog najranijeg detinjstva. Rano je naučio svirati violinu a zatim i violu. U 17. godini postaje najmlađi član stalne postave Pozorišta na Terazijama. U ovom periodu, pored stalnih postavki u svojoj matičnoj kuci, igra i u predstavama drugih pozorišta.
Početkom 1999. godine, preselio se u Barselonu, gde je živeo 7 godina. Igrao je u Mladoj Kompaniji Instituta za Teatar „IT DANSA“ kao i u Barselonskom Liceo. Tokom ovog perioda počeo je i da komponuje, što je za rezultat imalo nastanak više od 20 pesama kao rezultat saradnje sa grupom prijatelja-muzičara. Krajem 2006. vraća se u Srbiju i objavljuje album „U tami disko kluba“.
Godine 2007. i 2008. učestvuje na Beoviziji sa pesmama „Beli Grad“ (2007) i „Beli Jablan“ (2008) koju je otpevao u duetu sa Anom Štajdohar. Te 2008. godine zauzima drugo mesto, po glasovima publike i žirija, i dobija nagradu za najbolji scenski nastup. Krajem septembra 2012. izdao je singl podrške Beogradskoj paradi ponosa nazvan „Idemo u grad“.
Bio je učesnik šoua koji se prikazivao na Prvoj srpskoj televiziji Tvoje lice zvuči poznato.
Sin je gitariste i pevača Yu grupe Dragog Jelića.

## Diskografija
- U tami disko kluba (2008)
- Javna tajna (2010)
- Metamorfoza (2019)